# Ediciones Evohé
Ediciones Evohé es una editorial española con sede en Madrid, fundada en 2008.

## Historia
La editorial es fundada en septiembre de 2008 por Javier Baonza y Sandra Delgado. En el año 2011 se incorporaron al proyecto como socios los escritores Arturo Gonzalo Aizpiri y Jaime Alejandre.
Inicialmente, es conocida por sus publicaciones sobre el mundo clásico, la mitología y la historia. Actualmente, tiene un carácter más generalista que incluye desde ensayos y estudios hasta narrativa contemporánea, pasando por la literatura de viajes, la poesía, la filosofía o la novela histórica. Entre sus autores publicados destacan los clásicos Galdós, Concha Espina, Chaplin, Valle-Inclán, Mary Shelley, Tristan Derème, Blasco Ibáñez o Rubén Darío. En creación contemporánea, han publicado en la editorial autores como Carlos García Gual, Luis Alberto de Cuenca, Elvira Daudet, Fernando de Villena, Julio Castelló, Simón Arriaga, Rafael Soler, José Tono Martínez, Manuel Valera o Miguel Martorell.

## Colecciones

### Colección Evohé / Novela histórica
Colección centrada en el Mundo Antiguo, con autores como Arturo Gonzalo Aizpiri, Isabel Barceló Chico, Manuel Valera, José Vicente Pascual, Luis Villalón Camacho, Josep Asensi, Lourdes Ortiz, Enrique Santamaría, Juan Luis Gomar Hoyos, Fernando Lillo Redonet o Fernando de Villena

### El Periscopio
En esta colección se recuperan ediciones antiguas de literatura de viajes y se realizan nuevas traducciones de textos clásicos fundamentalmente de finales del siglo XIX y principios del XX. Autores como Concha Espina, Charles Chaplin, Galdós, Blasco Ibáñez, Valle-Inclán, Mary Shelley, Rubén Darío, Joaquín Dicenta o H. G. Wells son algunos de los autores que se pueden encontrar en El Periscopio.

### Intravagantes
Dedicada a la heterodoxia de autores, de perspectivas e ideologías y de géneros literarios, combinando poesía, novela, ensayo, teatro, cuento, testimonio, cómic, biografía y memoria (Elvira Daudet, Rafael Soler, Jaime Alejandre, Esther Peñas, Julio Castelló, Ventura Galiano, Francisco José Martinez Morán, Ana Martín Puigpelat y Leandro Alonso o Juan de Dios Morán son algunos de sus autores publicados)

### El Desván las Palabras
Colección de poesía de autores como Elvira Daudet, Andrés Morales, Leonardo Reyes, Alberto Pizarro, Angel Rúperez, Maaeve Ratón, Luis Palop, Jaime Aumente, Miguel Martorrell o Fernando de Villena entre otros. En esta colección se incluye el Premio Internacional de Poesía Elvira Daudet.

### Colección Narrativa
Colección de novelas y cuentos de autores como Alfonso Corominas, Fernando Sanz Félez, Vicente Monte, Pepa Antón, Juan Vicente Monte, Michael Harris, Carmen Peire, Gisbert Haefs, Daniel Tubau o María José Galván,

### Colección Didaska
Esta colección ofrece aspectos del Mundo Clásico contados con rigor y amenidad. Hallamos autores como José Tono Martinez, Carlos Blanco, Fernando Lillo Redonet, Alberto Bernabé, Pilar Gonzalez Serrano, María R. Gómez Iglesias, Fernando R. Genovés, Daniel Tubau, Fernando Castelló, Carlos García Gual, Gisbert Haefs, Javier Negrete, Pedro Godoy o Antonio Penadés

### Ultravagantes
Colección donde se recuperan textos, unos desconocidos y otros famosos, de autores ya desaparecidos como Valle-Inclán o Tristán Derème.

## Premios organizados y publicados por Ediciones Ehohé
- Premio Internacional de Poesía Elvira Daudet.

- Publicación en la Colección Relatos y Cuentos de las obras premiadas en el Premio de Literatura Histórica Hislibris.